# Kalyanpurkalabanzar
Kalyanpurkalabanzar – gaun wikas samiti we wschodniej części Nepalu w strefie Sagarmatha w dystrykcie Siraha. Według nepalskiego spisu powszechnego z 2001 roku liczył on 577 gospodarstw domowych i 3211 mieszkańców (1557 kobiet i 1654 mężczyzn).